# الشواني (صعدة)
الشواني هي إحدى قرى الجمهورية اليمنية. وهي تتبع جغرافيًا لمحافظة صعدة. وإداريًا لمديرية الصفراء. يبلغ تعداد سكانها 1216 نسمة حسب الإحصاء الذي جرى عام 2004.